# Alpin Gallo
Alpin Gallo (Librazhd, 12 januari 1974) is een Albanees voormalig voetballer en trainer die speelde als verdediger.

## Carrière
Gallo speelde in de jeugd van KS Sopoti uit zijn geboortestad en maakte in 1992 zijn debuut in de hoofdmacht. Hij speelde er tot in 1993 toen hij tekende bij KF Tirana. Hij speelde bij die club tot in 1997 en werd in 1995, 1996 en 1997 landskampioen en won de beker in 1994 en 1996. Hij voetbalde het jaar erop een seizoen voor FC Thun in Zwitserland maar keerde snel terug naar Skënderbeu Korçë. Ook daar vertrok hij na een seizoen en tekende bij KF Tirana waar mee hij meteen landskampioen werd en de beker won. Het seizoen erop vertrok hij in januari naar KS Bylis Ballsh waar hij een seizoen speelde en vertrok naar Dinamo Tirana.
Bij Dinamo Tirana werd hij landskampioen in 2002 en won de beker in 2003. Hij speelde vijf seizoenen voor de club en vertrok in 2005 naar FK Partizani. Hij speelde er twee seizoenen en tekende toen bij KS Kastrioti ook daar speelde hij nog twee seizoenen. Hij eindigde zijn carrière bij KS Shkumbini.
Hij speelde negen interlands voor Albanië en speelde een interland die geen FIFA-wedstrijd is tegen het elftal van Kosovo.
Hij was jeugdtrainer bij KF Tirana en ook kort hoofdcoach daarna was hij nog even coach bij KS Sopoti.

## Erelijst
KF Tirana
- Landskampioen: 1995, 1996, 1997, 1999
- Albanese voetbalbeker: 1994, 1996, 1999

Dinamo Tirana
- Landskampioen: 2002
- Albanese voetbalbeker: 2003